# Musée de l'école de Carcassonne
Le musée de l'école est situé au cœur de la cité médiévale de Carcassonne dans le département de l'Aude.
Depuis le 1er septembre 2009, le musée est rattaché au musée des beaux-arts de carcassonne.

## Le musée
C'est en 1980 que Francis Loubés commence à chiner et restaurer meubles et objets des écoles communales d'antan. Un passe temps qui devient vite une passion si envahissante que l'ouverture d'un musée s'impose. Toujours aidé par la ville, il s'installe dans l'ancienne école communale de la cité et crée "l'Association du Musée de l'École".Dans les cinq salles du Musée sont présentés tous les supports pédagogiques utilisés dans les écoles de 1880 aux années 1960, soit la période qui va de la IIIe à la Ve république.
Présentation de mobilier et documents, animations, expositions thématiques, atelier d'écriture à la plume, publications de l'association et Bibliothèque Mémoire de l'École pour les étudiants et les chercheurs.
Une fidèle reconstitution des classes d’autrefois est faite grâce aux pupitres en bois, buvards, estrade, tableau noir, sans compter l'étonnante bibliothèque de livres scolaires.

## Expositions
- Au pied de la lettre, du 12 juillet au 10 octobre 2020
- la France et ses Colonies
- l'évocation des bataillons scolaires
- collection de vieux appareils de projection

## Ateliers
Des animations sont organisées par la ville dont :
- atelier d'écriture à la plume gauloise ou sergent-major
- dictée à l'ancienne puisée dans les annales du certificat d’études